# Pallacanestro Varese 2006-2007
Questa voce raccoglie le informazioni riguardanti la Pallacanestro Varese nelle competizioni ufficiali della stagione 2006-2007.

## Stagione
La stagione 2006-2007 della Pallacanestro Varese sponsorizzata Whirlpool, è la 59ª nel massimo campionato italiano di pallacanestro, la Serie A.
All'inizio della nuova stagione la Lega Basket decise di modificare il regolamento riguardo al numero di giocatori stranieri da schierare contemporaneamente in campo che venne ridotto a sei, con anche la possibilità di impiegare fino a quattro giocatori extracomunitari.

## Roster
Aggiornato al 28 dicembre 2021.
| Whirlpool Varese 2006-07 | Whirlpool Varese 2006-07 |
| Giocatori                | Staff tecnico            |
| ------------------------ | ------------------------ |

| N. | Naz.                                     | Ruolo | Nome                  | Anno | Alt.   | Peso   |  |
| -- | ---------------------------------------- | ----- | --------------------- | ---- | ------ | ------ |  |
| 5  | Slovenia (bandiera)                      | P     | Aleksandar Ćapin      | 1982 | 186 cm | 78 kg  |  |
| 6  | Slovenia (bandiera)                      | AP    | Gregor Hafnar         | 1977 | 196 cm | 86 kg  |  |
| 7  | Stati Uniti (bandiera)                   | C     | Rolando Howell        | 1982 | 206 cm | 106 kg |  |
| 8  | Stati Uniti (bandiera)                   | A     | Delonte Holland       | 1982 | 200 cm | 102 kg |  |
| 9  | Italia (bandiera)                        | A     | Alessandro De Pol (C) | 1972 | 204 cm | 107 kg |  |
| 10 | Italia (bandiera)                        | AG    | Giacomo Galanda       | 1975 | 210 cm | 110 kg |  |
| 12 | Stati Uniti (bandiera)                   | P     | Billy Keys            | 1977 | 188 cm | 90 kg  |  |
| 13 | Italia (bandiera)                        | P     | Fabio Valenti         | 1988 | 185 cm |        |  |
| 14 | Stati Uniti (bandiera)                   | G     | Keith Carter          | 1976 | 194 cm | 90 kg  |  |
| 15 | Argentina (bandiera) · Italia (bandiera) | AC    | Gabriel Fernández     | 1976 | 204 cm | 114 kg |  |
| 16 | Italia (bandiera)                        | AG    | Salvatore Genovese    | 1987 | 198 cm | 100 kg |  |
| 17 | Italia (bandiera)                        | AG    | Andrea Marusic        | 1989 | 198 cm | 88 kg  |  |
| 18 | Italia (bandiera)                        | C     | Riccardo Antonelli    | 1988 | 206 cm | 95 kg  |  |
| 20 | Italia (bandiera)                        | P     | Francesco Gergati     | 1987 | 188 cm | 84 kg  |  |

| Allenatore                                                                               |
| - Rubén Magnano                                                                          |
| Assistente/i                                                                             |
| - Daniel Beltramo - Andrea Meneghin Legenda - (C) Capitano - (IN) Inattivo - Infortunato |

## Mercato

### Sessione estiva
| Acquisti | Acquisti          | Acquisti          | Acquisti      | Acquisti |
| R.a      | Nome              | da                | Modalità      |          |
| -------- | ----------------- | ----------------- | ------------- | -------- |
| G        | Keith Carter      | Orlandina         | definitivo    |          |
| P        | Billy Keys        | Saragozza         | definitivo    |          |
| AG       | Giacomo Galanda   | Olimpia Milano    | definitivo    |          |
| P        | Aleksandar Ćapin  | Viola R. Calabria | definitivo    |          |
| A        | Delonte Holland   | Teramo Basket     | definitivo    |          |
| P        | Francesco Gergati | Mens Sana Siena   | prestito      |          |
| AG       | Andrea Marusic    | Legnano Basket    | fine prestito |          |

| Cessioni | Cessioni            | Cessioni          | Cessioni       | Cessioni |
| R.       | Nome                | a                 | Modalità       |          |
| -------- | ------------------- | ----------------- | -------------- | -------- |
| PG       | Daniel Farabello    | Minorca           | fine contratto |          |
| G        | Marlon Garnett      | Estudiantes       | fine contratto |          |
| P        | DeJuan Collins      | Žalgiris Kaunas   | fine contratto |          |
| AC       | Damiano Verri       | New Mexico JC     | fine contratto |          |
| A        | Corey Albano        | Olympias Patrasso | fine contratto |          |
| AG       | Marco Allegretti    | B.C. Ferrara      | fine contratto |          |
| P        | Federico Bolzonella | Aironi Novara     | prestito       |          |

### Dopo l'inizio della stagione
| Acquisti | Acquisti            | Acquisti      | Acquisti | Acquisti      |
| R.       | Nome                | da            | Data     | Modalità      |
| -------- | ------------------- | ------------- | -------- | ------------- |
| P        | Federico Bolzonella | Aironi Novara | 2007     | fine prestito |

| Cessioni | Cessioni            | Cessioni      | Cessioni | Cessioni |
| R.       | Nome                | a             | Data     | Modalità |
| -------- | ------------------- | ------------- | -------- | -------- |
| P        | Federico Bolzonella | Pall. Firenze | 2007     | prestito |